# 蔡鍔墓
蔡鍔墓（さいがくぼ）は、中国清末民初の軍事家蔡鍔の墓。湖南省長沙市岳麓区岳麓山に位置する。敷地面積は1794m2。

## 歴史
1916年（民国5年）11月8日、蔡鍔は九州帝国大学医科大学附属医院（現・九州大学病院）で病死した。1917年（民国6年）4月12日、湖南省長沙県の岳麓山で国葬が執り行われ葬られた。
2006年、中華人民共和国国務院は蔡鍔墓を全国重点文物保護単位に認定した。

## 建築
墓欄、墓冢、墓塔、拜台、祭坪、香炉、香案。

## ギャラリー
- 蔡鍔墓
- 蔡鍔墓